# فولفغانغ سيدكا
فولفغانغ سيدكا (بالألمانية: Wolfgang Sidka)‏ من مواليد 26 يونيو سنة 1954.
كان لاعب وسط ولعب لأندية هيرتا ببرلين للفترة من 1971-1980 و ميونيخ 1860 للفترة 1980-1982 وفيردر بريمن 1982-1987.
أنهى مسيرته كلاعب نادي مع هرتا بيرلن الدوري الألماني في المركز الثاني في الموسم 1974- 1975، وسجل 24 هدفا ولعب خلال مسيرته 333 مباراة في الدوري الألماني وسجل 44 هدفا.
بدأ مسيرته التدريبية سنة 1987، ومنذ عام 1988 وحتى 2009 عمل مدربا ومساعد مدرب في العديد من النوادي وكما يلي:
- موسم 1988 - 1989 مدربا لنادي بروسيا برلين الألماني.
- موسم 1989 - 1993 مدربا لنادي اولدنبيري الألماني.
- موسم 1993 - 1994 مدربا لنادي بروسيا برلين الألماني.
- موسم 1994 - 1995 مدربا لنادي أرمينيا بيليفيلد.
- موسم 1995 - 1997 مدربا لنادي أوبيرنلاند (درجة ثالثة).
- موسم 1997 - 1998 مساعد مدرب فيرد بريمن الألماني.
- موسم 1999 - 2000 مدربا لنادي أونسبروك النمساوي.
- موسم 2000 - 2003 مدربا لمنتخب البحرين الوطني.
- موسم 2003 - 2005 مدربا النادي العربي القطري.
- موسم 2004 - 2005 مدربا لمنتخب البحرين الوطني.
- موسم 2006 - 2007 مدربا لنادي الغرافة القطري.
- موسم 2007 - 2008 مدربا لنادي برلين الألماني.
- موسم 2008 - 2009 مدربا لنادي أوبيرنلاند الألماني (درجة ثالثة).

صعد بالمنتخب البحريني في تصنيف الفيفا من المركز 138 إلى المركز 50 عالمياً حسب تصنيف الفيفا.
اختير كأحسن مدرب في قطر سنة 2004 عندما كان مدربا للعربي.
تحت قيادته فقد منتخب البحرين فرصة التأهل لكأس العالم عام 2006 عندما خسر مباراة الإياب في البحرين بهدف مقابل لا شيء أمام منتخب ترينيداد وتوباغو بعدما انتهت مباراة الذهاب بدون أهداف. في سنة 2010 أصبح مدربا للمنتخب العراقي.

## روابط خارجية
- فولفغانغ سيدكا على موقع قاعدة بيانات كرة القدم.إي يو (الإنجليزية)
- فولفغانغ سيدكا على موقع بيانات كرة القدم. دي إي (الألمانية)
- فولفغانغ سيدكا على موقع عالم كرة القدم.نت (الإنجليزية)
- فولفغانغ سيدكا على موقع كووورة